# Cuckooland
Cuckooland es el séptimo álbum de estudio del compositor inglés Robert Wyatt.

## Lista de canciones
1. "Just a Bit" – 5:09
2. "Old Europe" (Wyatt, Alfreda Benge) – 4:15
3. "Tom Hay's Fox" – 3:33
4. "Forest" (Wyatt, Alfreda Benge) – 7:55
5. "Beware" (Karen Mantler) – 5:09
6. "Cuckoo Madame" (Wyatt, Alfreda Benge) – 5:20
7. "Raining in My Heart" (Felice and Boudleaux Bryant)– 2:42
8. "Lullaby for Hamza/Silence" (Wyatt, Alfreda Benge) – 5:00
9. "Trickle Down" – 6:47
10. "Insensatez" (Vinicius de Moraes, Antônio Carlos Jobim) – 4:24
11. "Mister E" (Karen Mantler) – 4:20
12. "Lullaloop" (Alfreda Benge) – 2:59
13. "Life Is Sheep" (Karen Mantler) – 4:14
14. "Foreign Accents" – 3:48
15. "Brian the Fox" – 5:31
16. "La Ahada Yalam (No-One Knows)" – 4:16